# Umeå universitetsbibliotek
Umeå universitetsbibliotek (UmUB) er det største forskningsbibliotek i Norrland. De vigtigste målgrupper er forskere, lærere og studerende ved Umeå Universitet men almenheden er også velkomne. På biblioteket findes der bl.a. bøger, tidskrifter, aviser, afhandlinger, småtryk og journaler i både trykt og digital form. Endvidere tilbyder biblioteket adgang til et stort antal databaser indenfor forskellige emner samt lokaler til individuelle studier og gruppearbejde.
UmUB består i dag af fire biblioteker: Universitetsbiblioteket (UB), Det Medicinske bibliotek (MB), UB Kunstcampus og UB Örnsköldsvik. På Universitetsbiblioteket findes ligeledes Forskningsarkivet som gør arkivmateriale tilgængeligt og som er ansvarlig for universitetets håndskrifter og personarkiver.
Biblioteket er et såkaldt pligtbibliotek hvilket indebærer at alt der udgives på tryk i Sverige sendes direkte fra trykkerierne til biblioteket, det er tilsvarende den danske pligtaflevering. Alt i alt findes der syv pligtbiblioteker men det er kun Kungliga biblioteket og Lunds universitetsbibliotek der har pligt til at opbevare alt materiale. Som det største bibliotek i det nordlige Sverige fokuserer UmUB specielt på at bevare norrländskt materiale.

## Historie
UmUB har sit udspring i det "Videnskabelige bibliotek i Umeå" som blev etableret ved Umeå stadsbibliotek i 1950. I 1958, da regeringen besluttede at etablere en medicinsk højskole i Umeå, blev der også oprettet et medicinsk bibliotek. Det førte til at aktiviteterne på det videnskabelige bibliotek blev forøget. I 1965, da Umeå Universitet blev indviet under højtidlige former, havde Universitetsbiblioteket allerede eksisteret i et år. UBs første Overbibliotekar var Paul Sjögren. Man begyndte straks at planlægge en ny biblioteksbygning på universitetsområdet. Byggeriet blev påbegyndt i foråret i 1967 og i 1968 var hovedbibliotekets bygning færdig, og den var placeret centralt på universitetets campus. Udlånet blev åbnet den 2. december samme år, Forskernes læsesal nogle dage senere og den almindelige læsesal åbnede den 3. marts 1969.
I sin tid fik biblioteksbygningen opmærksomhed for sit interiør og sit åbne hyldesystem. Siden dengang har der være flere om- og tilbygninger af Universitetsbiblioteket, den seneste i 2006. Det Medicinske bibliotek, som ligger på hospitalsområdet i nærheden af campus, fik nye lokaler i efteråret 2002 hvor Hälsobiblioteket og Vårdbiblioteket blev slået sammen. UB Örnsköldsvik skiftede lokaler i efteråret 2011 og ligger nu i sammen med stadsbiblioteket i Örnsköldsvik. Den nyeste filial er UB Kunstcampus som blev indviet i efteråret 2012.
Universitetspædagogisk centrum (UPC), Studieværkstedet og Undervisningsgruppen på Umeå universitetsbibliotek har siden juli 2013 udgjort afdelingen "Universitetspedagogik och lärandestöd (UPL)". Aktiviteterne er organiseret som en afdeling under Umeå universitetsbibliotek.

## Organisation
Den overordnede drift af biblioteket sker gennem Biblioteksstyrelsen som domineres af dekaner og assisterende dekaner fra universitetets fakulteter. Biblioteksvirksomheden har siden september 2011 været ledet af overbibliotekar Mikael Sjögren. Administrativ chef er Maria Hanell.

## Afdelinger
- Administrationen
- Det digitale bibliotek
- Forskningsarkivet
- IT
- Kundeservice
- Det medicinske bibliotek
- Samlinger
- UB Örnsköldsvik
- Universitetspedagogik och lärandestöd (UPL) Arkiveret 5. maj 2014 hos  Wayback Machine

## Samlinger og specialsamlinger
Samlingerne består af ca. 1,5 millioner bind og antallet af tidskriftstitler er 22.000, ud af hvilke omkring 16.000 er digitale tidsskrifter. Biblioteket har modtaget adskillige donationer, som f.eks. dem fra Sigurd Curman, Olof Östergren, og Sigrid og Johan Kahle. Gennem stiftelsen Seth M. Kempe mindefonds sekretariat har biblioteket kunnet tage imod dele af bogsamlinger de har tilhørt bl.a. Nils Ahnlund, Björn Collinder, Eli Heckscher og Gustaf Hellström. I Forskningsarkivet finder man bl.a. forfatteren Sara Lidmans arkiv.